# İrem Karamete
İrem Karamete (Istanbul, 20 giugno 1993) è una schermitrice turca, specializzata nel fioretto.
Ha partecipato ai Giochi Olimpici di Rio 2016, risultando la prima atleta turca dal 1984 a qualificarsi ad un'Olimpiade nella scherma.

## Esordi
Karamete proviene da una famiglia di schermidori. Suo padre, Mehmet Karamete, Ingegnere, ha allenato la squadra assoluta di scherma israeliana e quella tedesca, così come la moglie Nili Drori. La madre di İrem, Nili ha partecipato per Israele, nel fioretto individuale, ai Giochi Olimpici del 1976 a Montreal e a quelli del 1984 a Los Angeles. La sorella maggiore, Merve Karamete, ha praticato scherma e ha fatto parte della nazionale assoluta turca.
İrem ha portato a termine i suoi studi in ingegneria industriale all'università Ozyegin di Istanbul dove ha ricoperto anche il ruolo di capitano della squadra universitaria di scherma, vincendo 4 titoli individuali consecutivi. Nel 2019 ha conseguito un Master di secondo livello in Global Marketing Management all'Università di Boston negli Stati Uniti.

## Carriera Sportiva
Karamete ha incominciato la scherma all'età di 10 anni raggiungendo la convocazione nella nazionale assoluta solamente 5 anni più tardi. Negli anni giovanili ha ottenuto diverse volte il titolo di campionessa turca di categoria, partecipando così a numerosi campionati Europei e Mondiali nella categoria Cadetti e Junior. Karamete ha vinto la medaglia di bronzo ai Campionati del Mediterraneo Cadetti e Giovani nel 2009.
Dal 2011 al 2019 è la detentrice del titolo di campionessa turca nel fioretto femminile.
Nel 2012 ha conquistato la medaglia d'oro nell'evento a squadre dei Campionati del Mediterraneo Junior a Parenzo, dopo aver sconfitto la compagine francese in finale. Nella stessa stagione è risultata tra le top16 sia nella prova di Coppa del Mondo Junior di Budapest che in quella svoltasi a Belgrado.
Il 22 giugno 2013, Karamete ha conquistato la medaglia di bronzo ai Giochi del Mediterraneo svoltisi a Mersin, competizione poi vinta dalla campionessa olimpionica Elisa Di Francisca. İrem Karamete è diventata la prima donna turca ad ottenere una medaglia nella scherma per la sua nazione dopo 42 anni.

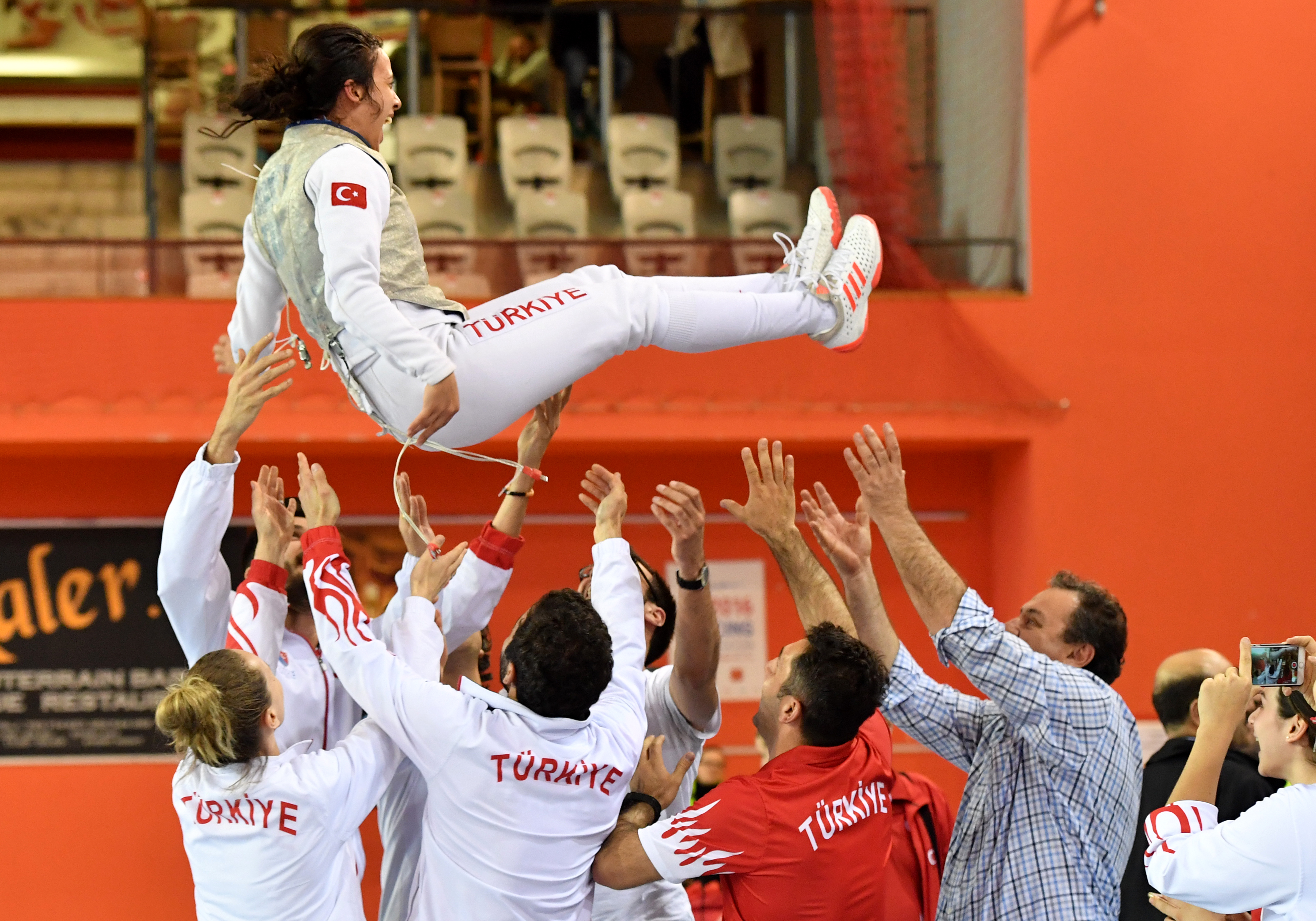
Qualificazione Olimpica Zonale 2016, Praga

Nella stagione 2014-2015, ha ottenuto nei tornei Satellite un argento a Cancún, un oro ad Adalia e il bronzo a Copenaghen e a Kocaeli. È stata selezionata dalla sua nazionale a partecipare ai Giochi Europei 2015 svoltisi a Baku, in Azerbaigian. Karamente ha vinto la medaglia d'argento ai Campionati dei Balcani a Niš in Serbia.
Karamete si è qualificata ai Giochi Olimpici di Rio 2016 ottenendo il pass olimpico al torneo di qualificazione zonale europeo, svoltosi lo stesso anno a Praga e diventando così la prima rappresentante turca nella scherma a partecipare ai Giochi a Cinque Cerchi dopo 32 anni. Ottiene il 27' posto.
A maggio 2018, ha vinto la medaglia di bronzo alla gara Satellite di Bucarest.Alla fine della stessa stagione si è classificata nelle top16 ai Campionati europei assoluti a Novi Sad, in Serbia e Top 32 ai Campionati del Mondo svoltisi a Wuxi in Cina.
Nella stagione 2019-2020, nella qualificazione per i Giochi Olimpici di Tokyo 2020, ha ottenuto i seguenti risultati: oro ad Adalia, bronzo a Bucarest e Amsterdam nei tornei Satellite e un Top32 al Grand Prix di Torino, ottenendo così punti preziosi per l'obiettivo della seconda qualificazione a cinque cerchi. L'obiettivo viene raggiunto, e si classifica al 23' posto di quell'Olimpiade.

## Vita privata
Il 29 luglio 2020 si è unita in matrimonio al campione olimpico Andrea Baldini.